# プリンススリラー劇場
『プリンススリラー劇場』（プリンススリラーげきじょう）は、1961年1月5日から1963年4月12日までフジテレビ系列局が編成していたフジテレビ製作のテレビドラマ放送枠。プリンス自動車工業（現・日産自動車）の一社提供。
1959年9月から1960年6月までフジテレビが編成していた『スリラー劇場』を復活させたものである。テレビドラマデータベースおよび『タイムテーブルからみたフジテレビ50年史』で判明。

## 編成時間
いずれも日本標準時。
- 木曜 22:00 - 22:30 （1961年1月5日 - 1962年3月29日）
- 金曜 22:15 - 22:45 （1962年4月6日 - 1963年4月12日）

参考：『タイムテーブルからみたフジテレビ50年史』フジテレビ編成制作局知財情報センター調査部、2009年、13 - 17頁。

## 放送作品一覧

### 木曜時代
- からみ合い
- 人喰い
- 光と影
- 他殺にしてくれ
- 誰かが父を
- 青い枯葉
- 女蛭
- ひとり芝居
- ある殺人
- ねじれた吸殻
- 蝮の家
- 悪魔はここに
- 離婚学入門
- 甘い罠
- さようなら
- お墓に青い花を
- 立入禁止
- 乳色の墓標
- 笑う男
- 孤独な脱走者
- 綜合手配
- 殺される男
- キリンの幸福
- 地下室
- トリオ

### 金曜時代
- 指先の女
- うまい話
- 手袋
- 死刑台の行人
- 断崖にて
- 粘土の犬
- 無能な犬
- 防犯ベル
- 棺
- 猟奇商人
- 日かげの花
- 餌食
- 隣りの人たち
- 細い赤い糸
- 囮
- 隣人
- 花痕
- 不運な旅館
- 空き家の恋愛設計
- セールスマンと奥さま
- 遺言
- ふたりの妻
- 軽罪学入門
- 不倫
- 覚めた愛
- ウェディングマーチ
- おんな
- お手をどうぞ
- 暗い傾斜
- 聖夜の血痕
- 背徳のメス
- 第六の容疑者
- 生活維持省